# Готмог
Го́тмог (синд. Gothmog, «угнетающий страхом») — в легендариуме Дж. Р. Р. Толкина один из балрогов, верховный военачальник Ангбанда. Владыка всех балрогов.

## Описание

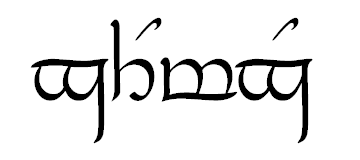
Написание имени Готмога рунами Тенгвара

В «Книге утраченных сказаний» Готмог описывается как огромное и массивное существо ростом не менее 12 футов. Его оружием являлись огромный чёрный топор и огненный бич.

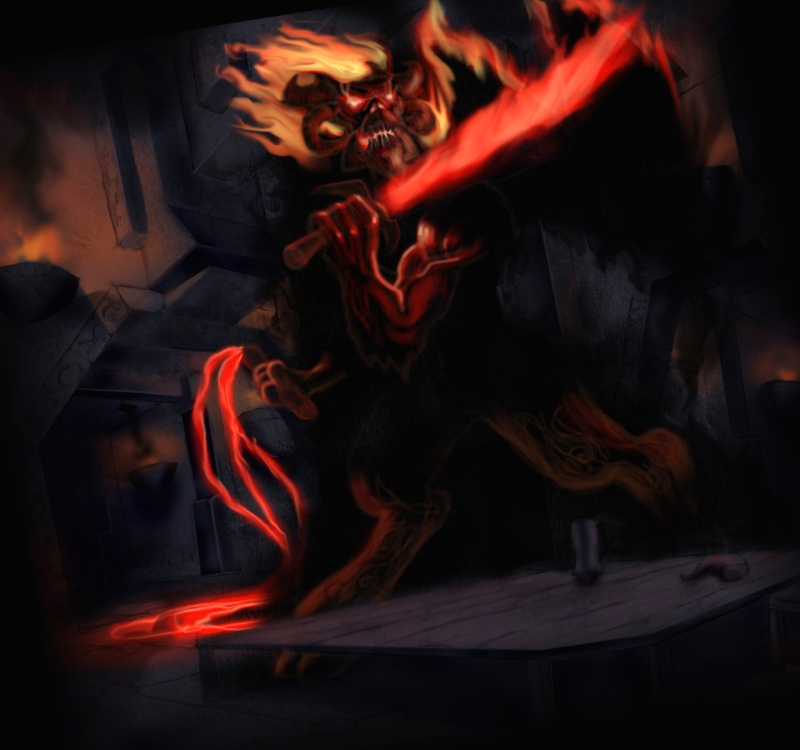
Один из балрогов

Готмог зачастую именуется Владыкой балрогов, а также главнокомандующим сил Ангбанда.

## Происхождение образа и этимология имени
В «Книге утраченных сказаний» Толкин упоминает Косомота — именно такое имя носил первоначально Готмог, — описывая его как сына Моргота и людоедки по имени Флуитуин или Улбанди; однако в дальнейшем идея наличия у Валар детей была Толкином отвергнута.
В переводе с синдарина Готмог означает «угнетающий страхом». Имя Косомот часто отождествляется с квэнийским вариантом имени Готмога, однако в перечне квэнийских имён в «Падении Гондолина» Толкин называет иную версию — Косомоко. (Согласно более поздней этимологии, его имя на квэнья могло произноситься как Осомбауко.)

## В книгах легендариума
Во время Дагор-нуин-Гилиат («Битвы под звёздами»), когда окружённый балрогами, под предводительством Готмога, Феанор, в одиночку сражался с ними, Готмогу под конец поединка удалось повергнуть смертельно израненного после долгого боя Короля наземь.
Во время битвы Нирнаэт Арноэдиад («Битва Бессчётных слёз») от топора Готмога пал Фингон.
…Затем Готмог ударил на Фингона, и то была страшная встреча. Фингон остался один среди своих мёртвых телохранителей и сражался с Готмогом, но другой балрог зашёл сзади и обвил ноги Фингона огненным бичом. Тогда Готмог зарубил Фингона топором, и из расколотого шлема Фингона ударило вверх белое пламя. Так погиб король Нолдор, и враги изуродовали его тело и знамя втоптали в лужу крови («Сильмариллион»).
Затем в той же битве Готмог взял в плен Хурина Талиона и утащил последнего в Ангбанд.
Готмог также руководил осадой Гондолина. Город был успешно взят, но и сам предводитель осады был повержен:

…Но се! Эктелион, чьё лицо было бледно, как серая сталь, и левая рука бессильно обвисла, встал и заслонил упавшего Туора; он ударил демона, но не убил его, а, напротив, сам был ранен в правую руку и выронил оружие. Тогда Эктелион, владыка Фонтана, прекраснейший из нолдор, бросился на Готмога, воздевшего свой бич — а на шлеме у Эктелиона было острие, и он вонзил его в грудь злодея, и обвил его ноги своими; балрог взвыл и рухнул ниц; и оба скатились в пруд королевского фонтана, а он был очень глубокий. Тут демон нашёл свою погибель; но и Эктелион, отягчённый стальными доспехами, погрузился в глубину — и так владыка Фонтана после огненной битвы погиб в ледяной воде…
— О падении Гондолина. История Средиземья, том 2, вторая книга «Утраченных сказаний»)

## В современных адаптациях

Орк Готмог из фильма Питера Джексона «Властелин колец: Возвращение короля»

В фильме Питера Джексона «Властелин колец: Возвращение короля» имя Готмог приписывается одному из военачальников Саурона, орку, командующему гарнизоном крепости Минас Моргул. Наряду с Ангмарским Королём-чародеем руководил осадой Минас Тирита. В фильме он не раз появляется непосредственно во время осады, однако в книге лишь упоминается (без подробностей — сказано лишь, что принял командование легионами Мордора после гибели Короля-Чародея). Согласно версии фильма, Эовин ранила его в битве на Пеленнорских полях, далее показано что он был убит Арагорном и Гимли. Эти эпизоды присутствуют в режиссёрской версии фильма, в то врем как в версии для кинотеатров и для телевидения ее убрали.